# Jill Johnson
Jill Johnson (Ängelholm, 24. svibnja 1973.) je švedska kantautorica te country- i pop-pjevačica. Godine 1998. je na Pjesmi Eurovizije bila predstavnica Švedske izvodeći pjesmu " Kärleken är".

## Diskografija (izbor)
- 1996. – Sugartree (Šećerno drvo)
- 1998. – När hela världen ser på (Kad cijeli svijet promatra)
- 2000. – Daughter of Eve (Evina kćer)
- 2001. – Good Girl (Dobra djevojka)
- 2003. – Discography 1996-2003
- 2004. – Roots and Wings (Korijenje i krila)
- 2005. – Being who you are (Biti onaj tko si)
- 2005. – The Christmas In You (Božić u tebi)
- 2007. – Music Row (Glazbeni slijed)
- 2008. – Baby Blue Paper
- 2009. – Music Row II
- 2010. – The Well-Known And Some Other Favourite Stories
- 2010. – Baby Blue Paper Live
- 2011. – Flirting With Disaster (Flert s kobnim posljedicama)
- 2011. – Välkommen jul (Dobro došao Božić)
- 2012. – A Woman Can Change Her Mind (Žena može promijeniti svoje mišljenje)
- 2013. – Duetterna (Dueti)
- 2014. – Livemusiken från Jills veranda (Uživo s Jilline verande)

## Vanjske poveznice

### Sestrinski projekti
|  | Zajednički poslužitelj ima još gradiva o temi Jill Johnson |

### Mrežna sjedišta
- Jill Johnson – službene stranice (šved.)
- Discogs.com – Jill Johnson (diskografija)